# سوفت ميكر أوفيس
سوفت ميكر أوفيس عبارة عن مجموعة برامج مكتبية تهدف إلى التوافق مع Microsoft Office . تتوفر سوفت ميكر أوفيس بنسختين، إحداهما متاحة للشراء لمرة واحدة أو بالاشتراك، والأخرى مجانية. النسخة المجانية تاتي بميزات اقل بأسم فري أوفيس. 
بدء تطوير المجموعة في 1987 بواسطة الشركة الألمانية سوفت ميكر . 

## عناصر

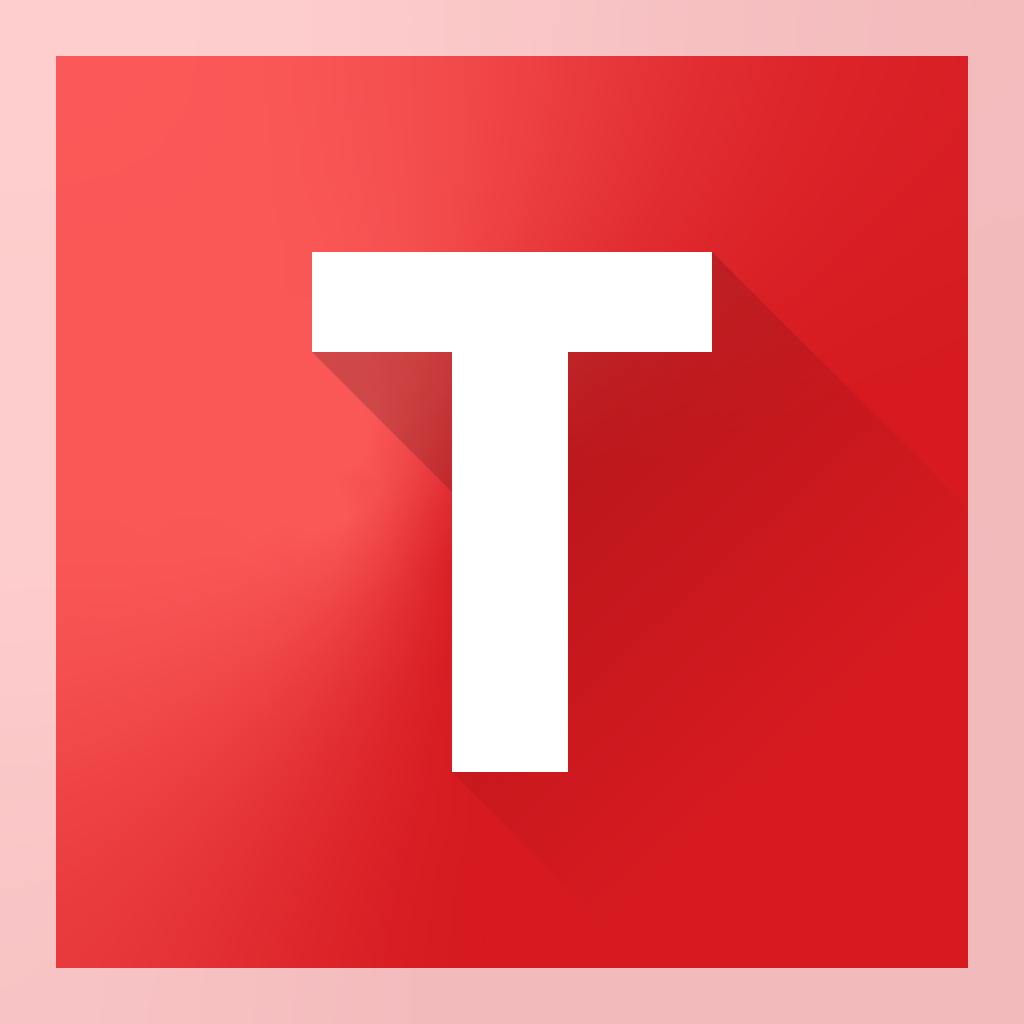
صانع النصوص
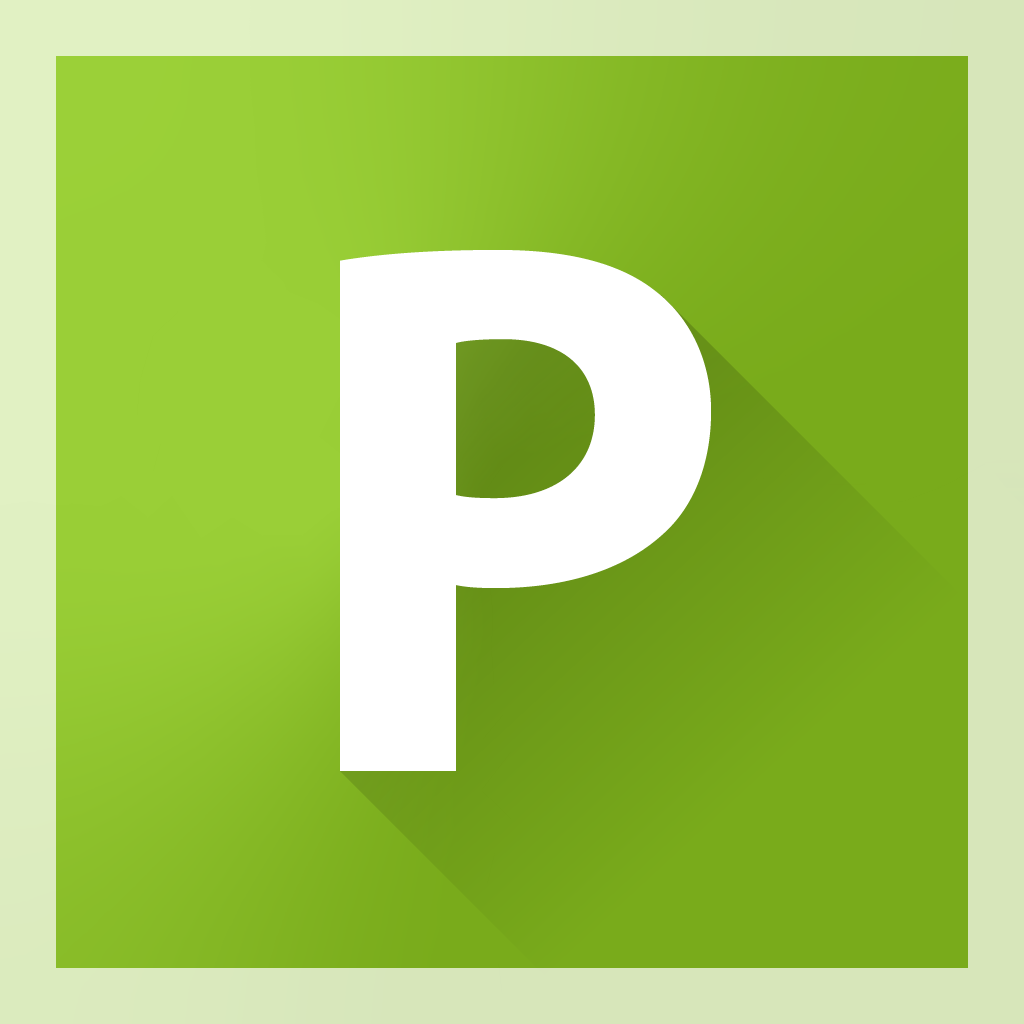
جدول بيانات
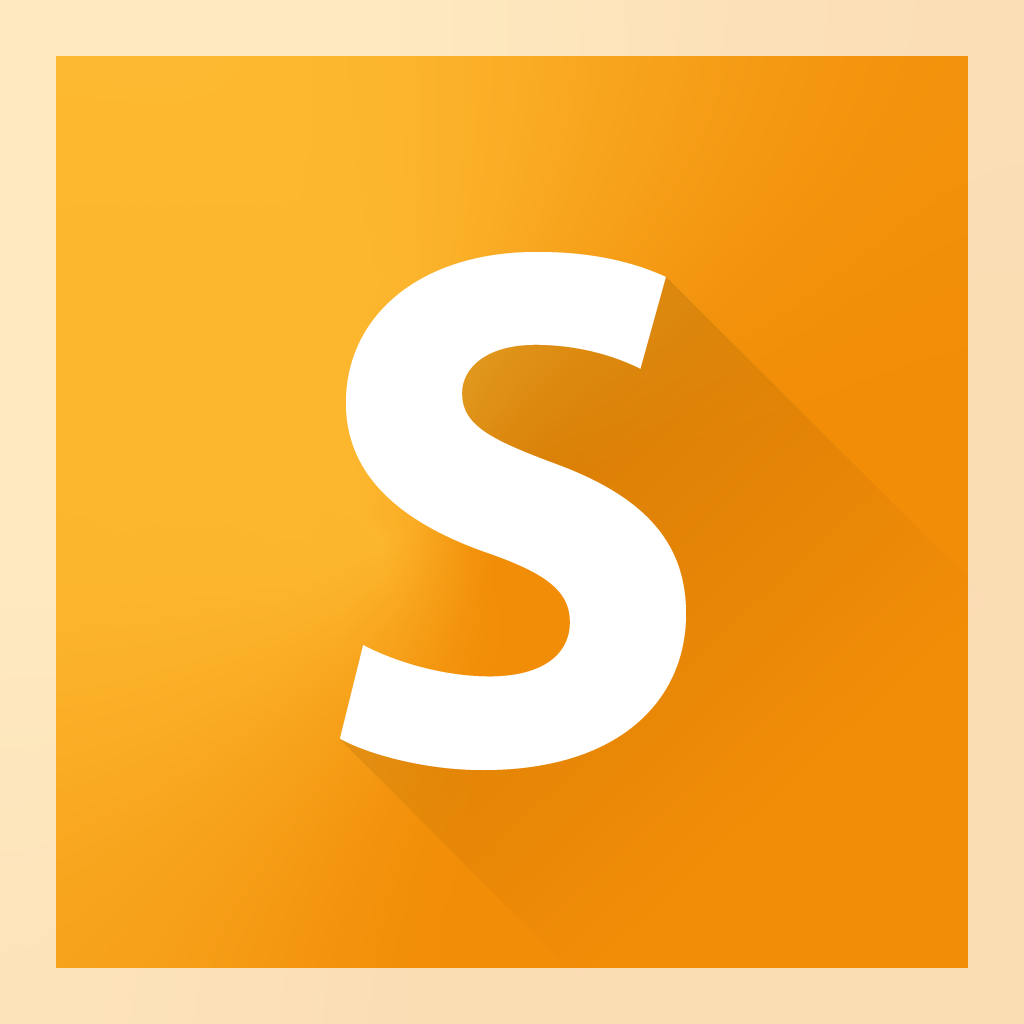
رسومات العرض التقديمي
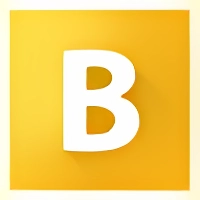
ماكرو

## الوظيفة
سوفت ميكر أوفيس هي مجموعة برامج مكتبية توفر وظائف مشابهة لتلك الموجودة في مجموعات البرامج المكتبية الأخرى مثل مايكروسوفت أوفيس وليبر أوفيس، ويمكن تشغيلها أيضًا من خلال وحدات التخزين المحمولة من نوع USB.
يدعم البرنامج التدقيق الإملائي بعدة لغات، وخاصية فصل الكلمات باستخدام علامات الوصل، بالإضافة إلى قاموس مرادفات. كما يحتوي على قاموس ترجمة مدمج للغات: الإنجليزية، الألمانية، الفرنسية، الإيطالية، والإسبانية.